# Marcipa dimera
Marcipa dimera là một loài bướm đêm trong họ Erebidae.